# Аммон, Владимир Фёдорович
Влади́мир Фёдорович Аммо́н, Аммо́нт, Амонт (нем. Woldemar Ammon; 28 декабря 1826 [9 января 1827], Москва — 11 [23] апреля 1879, Москва) — русский живописец-пейзажист, видная фигура среди московских художников пореформенной эпохи, ассоциируемый с первой волной передвижников; младший брат юриста Германа Аммона. Академик Императорской Академии художеств (с 1859; ассоциированный член — «назначенный» с 1857), член Товарищества передвижников (с 1873; экспонент с 1871).

## Биография

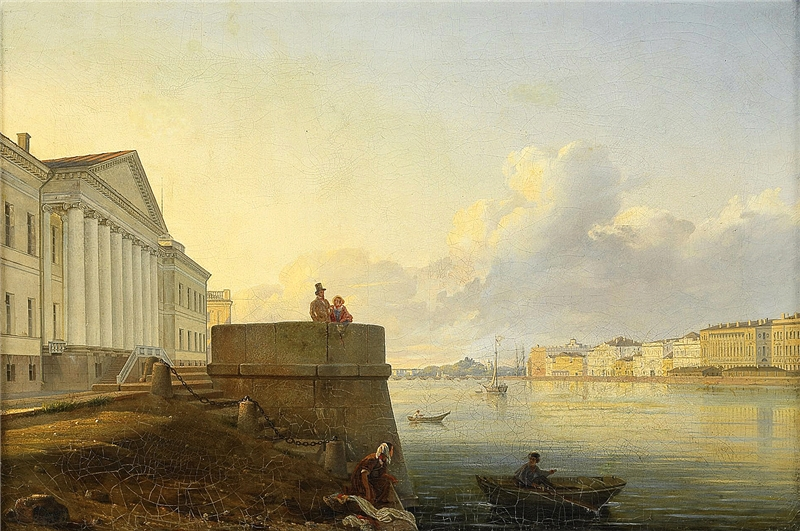
«Набережная Невы около Академии наук», (1850), холст, масло — частное собрание.

Родился 28 декабря 1826 года (9 января 1827 года) в Москве в семье немецкого предпринимателя, потомка французского гугенотского семейства, Фердинанда (Фёдора) Готлиба Аммона (нем. Ferdinand Gottlieb Ammon) (1785—1842). До него родились Фёдор (1820—1890) и Юлия (1821—1891), а также Герман (Иван) (1822—1874).
Учился в московских Строгановском училище и Училище живописи и ваяния; получил от Академии художеств 25 сентября 1850 года звание художника за программу «Вид академии наук и дворцовой набережной в Петербурге».
В марте 1857 года Аммон был признан «назначенным в академики», а в апреле 1859 года — академиком за «Вид в окрестностях Москвы». Последние годы жизни (1871—1875) принимал участие в передвижных выставках «Товарищества передвижных художественных выставок» сперва в качестве экспонента, а затем и члена товарищества.
Акварель Аммона «Мальчик кидает щепку в воду» (1854) была приобретена президентом Академии художеств великой княгиней Марией Николаевной, а картина «Аллея» (1871) — К. T. Солдатёнковым.
Умер 11 (23) апреля 1879 года в Москве. Похоронен на Введенском кладбище (уч. 3) в семейном захоронении Аммонов. Семейное захоронение Аммонов — выявленный объект культурного наследия.

## Интересные факты
Пейзаж Аммона «Набережная Невы около Академии наук» (1850), была продана на торгах Стокгольмского аукционного дома в десять раз дороже первоначальной оценочной стоимости — за 316000 долларов США.

## Галерея

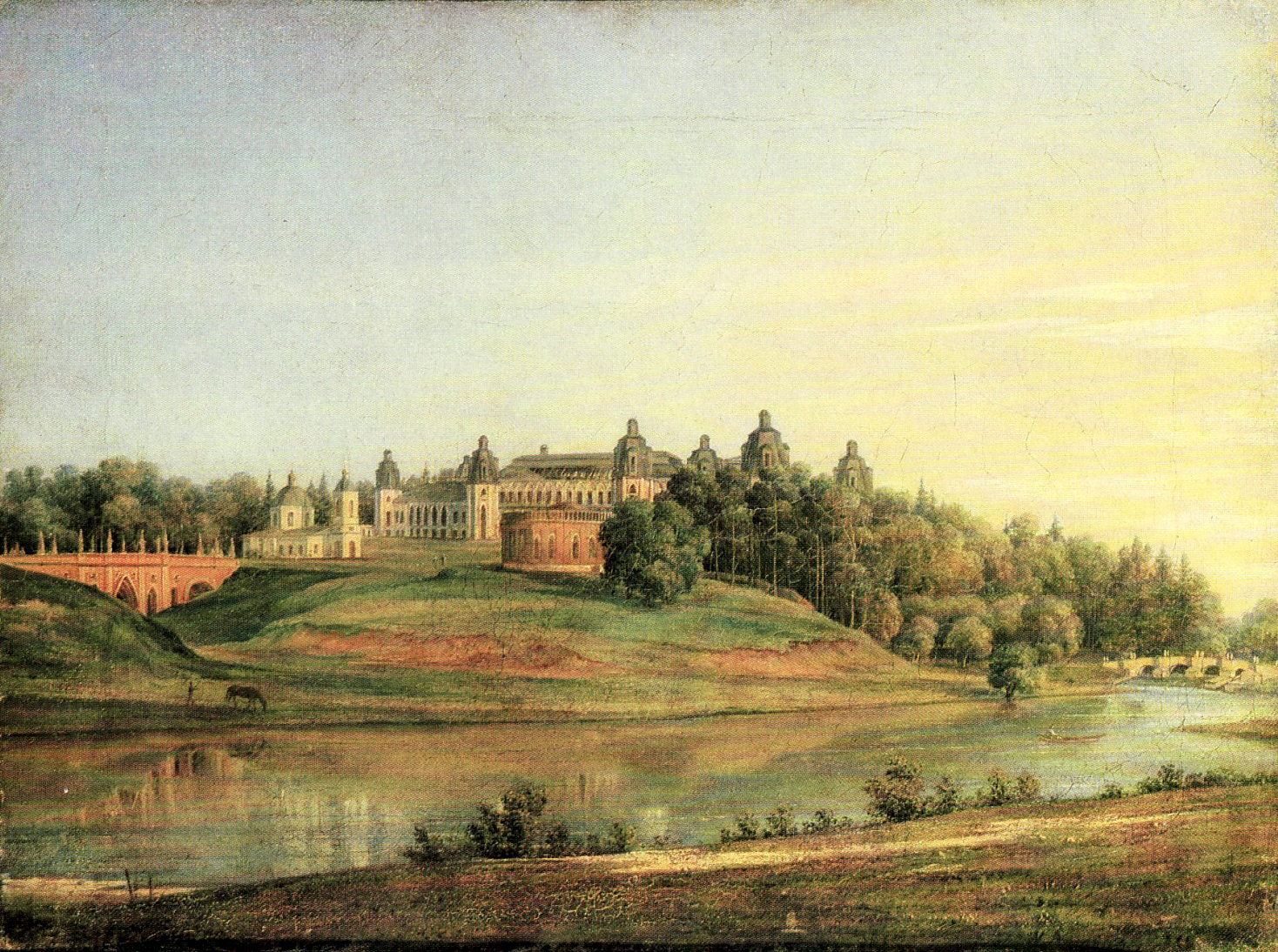
«Вид усадьбы Царицыно», (1853), холст, масло Государственный научно-исследовательский музей архитектуры имени А. В. Щусева.
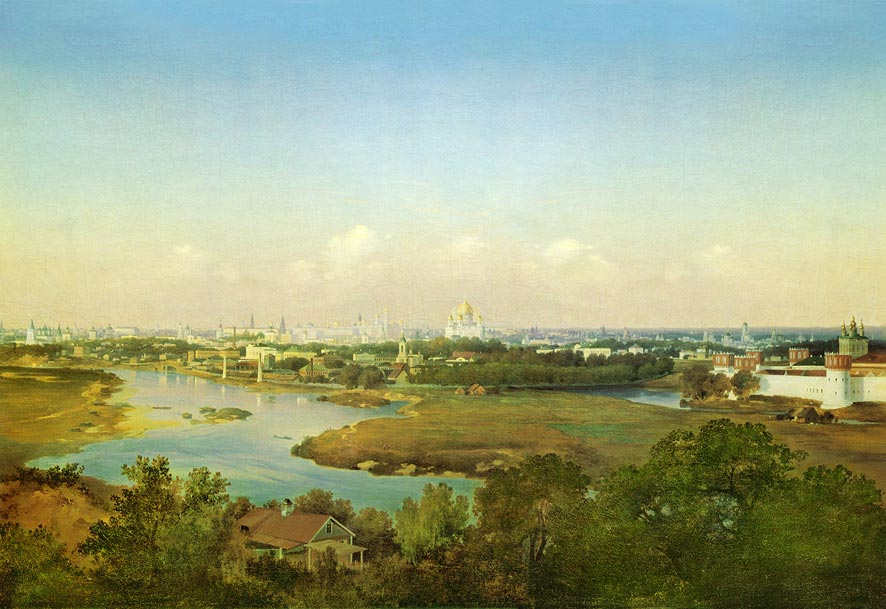
«Вид Москвы с Воробьёвых гор», (1856), холст, масло Государственный Русский музей.
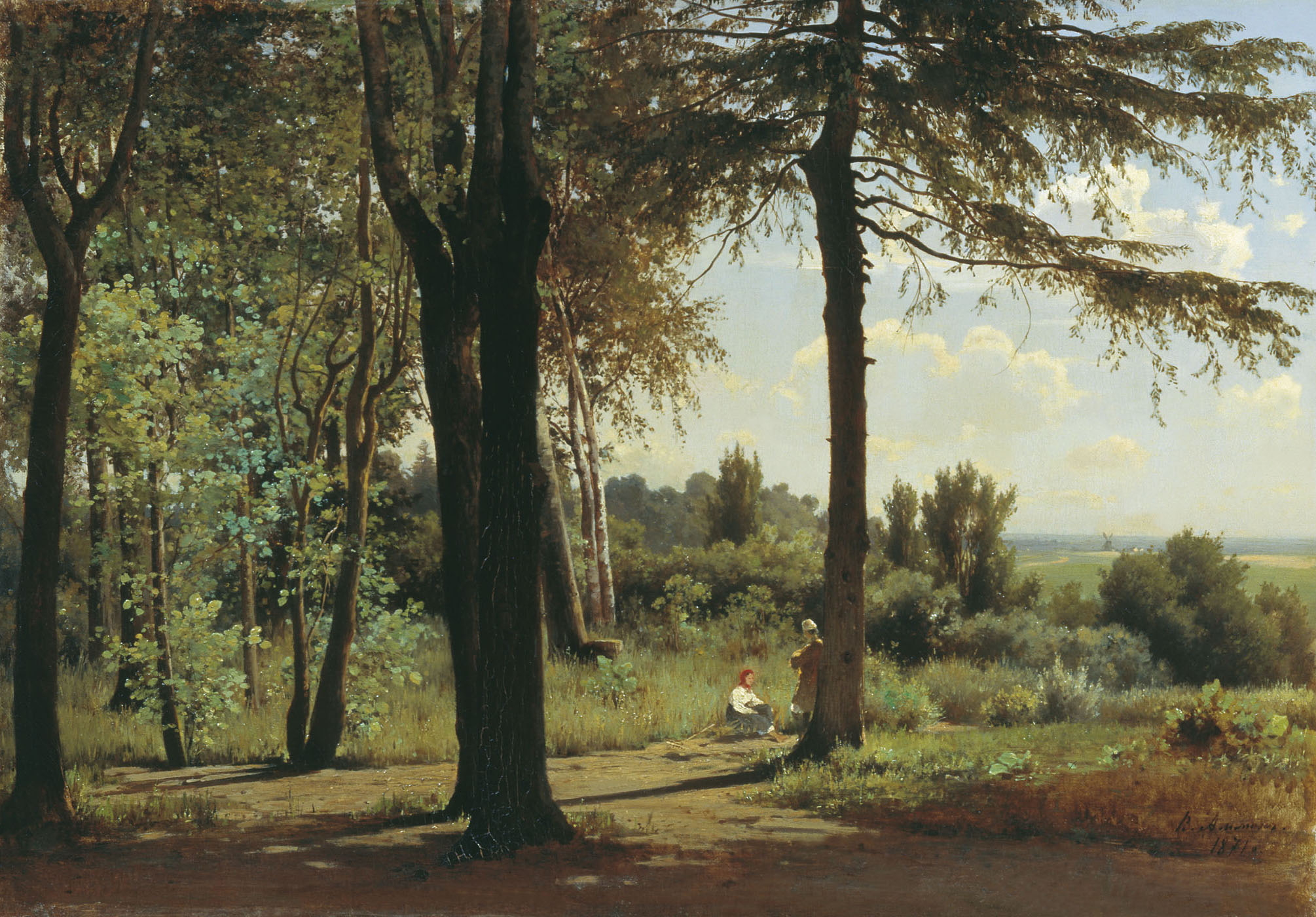
«На опушке леса. Полдень», (1871), холст, масло Нижнетагильский художественный музей изобразительных искусств.
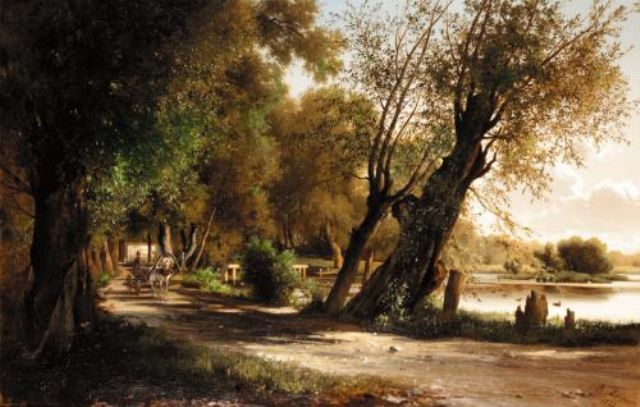
«Прогулка по озерной дороге», (1872), холст, масло Частное собрание.
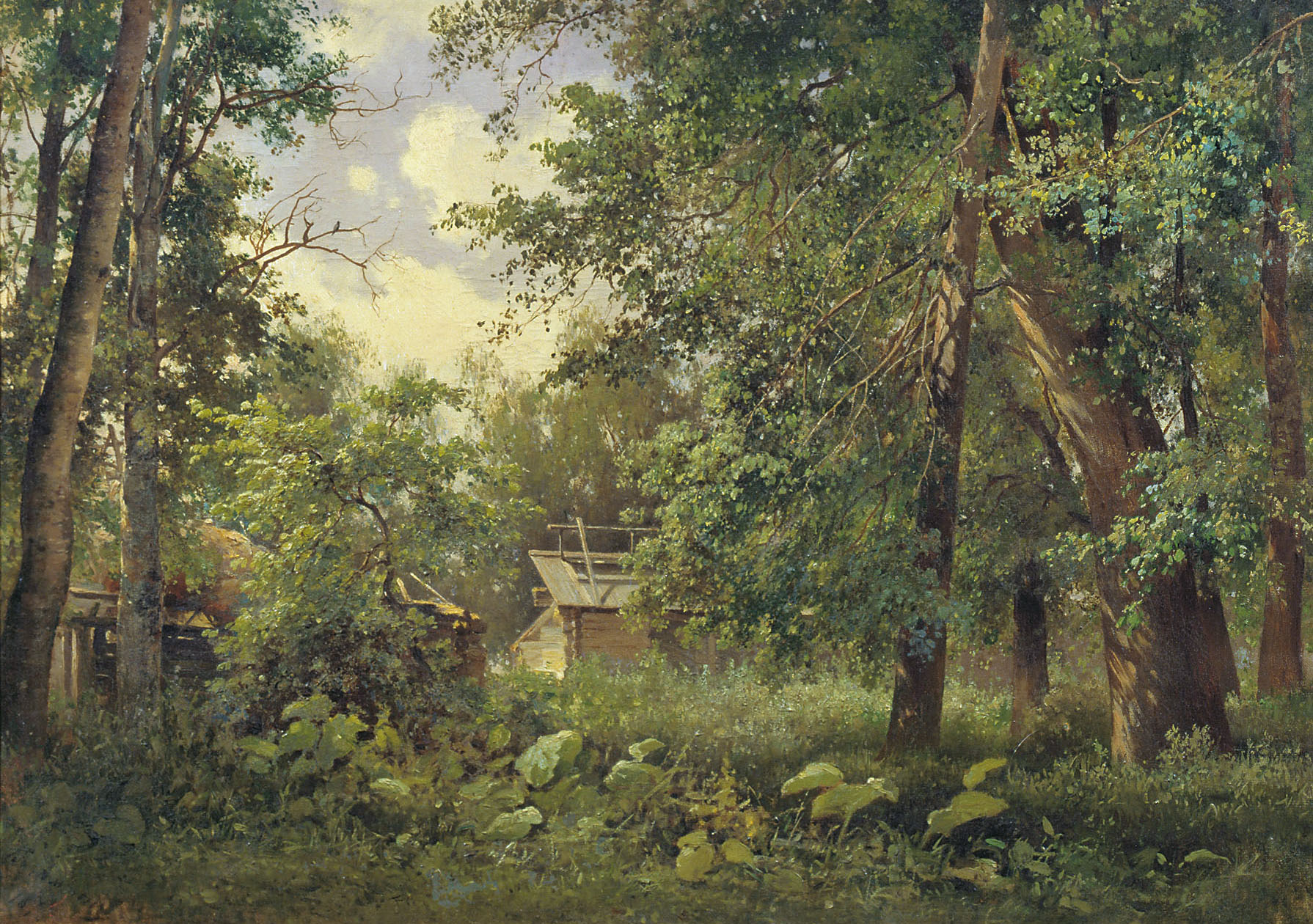
«Летний пейзаж», (1877), холст, масло Переславль-Залесский историко-архитектурный и художественный музей-заповедник.